# Mario Hezonja
Mario Hezonja (* 25. Februar 1995 in Dubrovnik, Kroatien) ist ein kroatischer Basketballspieler. Der 203 cm große Hezonja spielt seit 2022 bei Real Madrid.

## Karriere
Im Jahre 2011 gewann Hezonja mit Zagreb gemeinsam mit Dario Šarić das europäische Nachwuchsturnier Euroleague Basketball Nike International Junior Tournament.
Im Juli 2012 unterzeichnete Hezonja einen Dreijahresvertrag mit Barcelona, mit einer Option für weitere vier Jahre. Während der Saison 2012/13 spielte er in der zweiten Mannschaft, welche in der zweiten spanischen Liga teilnimmt. Im selben Jahr wurde er für den FIBA Europe Young Men's Player of the Year Award nominiert.
2014 gewann er mit Barcelona die spanische Meisterschaft. In der Saison 2014/15 gelang ihm auch in Barcelona der Durchbruch. Er kam in 22 EuroLeague-Spielen zum Einsatz und erzielte dabei 7,7 Punkte pro Spiel.
In der NBA-Draft 2015 wurde er von den Orlando Magic an fünfter Stelle ausgewählt. Hezonja verließ Barcelona und wechselte sofort zu den Magic, wo er am 10. Juli 2015 einen Vertrag unterschrieb. Hezonjas Rookie-Saison verlief durchwachsen. Er konnte jedoch sein Talent einige Male aufblitzen lassen. So erzielte er am 21. März 2016, beim Sieg der Magic über die Chicago Bulls, seinen Saisonrekord von 21 Punkten. Die Saison schloss er mit Mittelwerten von 6,1 Punkten, 2,2 Rebounds und 1,4 Assists pro Spiel ab.
Im Juli 2019 unterschrieb Hezonja einen zweijährigen Vertrag bei den Portland Trail Blazers. In seiner einzigen Saison in Portland (2019/20) erzielte Hezonja in 53 Spielen im Schnitt 4,8 Punkte je Begegnung.
Im Februar 2021 unterschrieb er bei Panathinaikos Athen einen Vertrag bis zum Saisonende der Saison 2020/21 mit Option zur Verlängerung um ein weiteres Jahr und kehrte somit nach Europa zurück. Er wurde mit Panathinaikos griechischer Meister und trug in 18 Ligaspielen im Schnitt 10,7 Punkte bei. In der EuroLeague erreichte der Kroate bei acht Einsätzen für die Athener im Schnitt 14,4 Punkte. Die Klausel zur Vertragsverlängerung wurde nicht genutzt, Hezonja wechselte in der Sommerpause 2021 zu UNICS Kasan nach Russland. In der EuroLeague-Saison erzielte er je Begegnung im Schnitt 14,2 Punkte, ehe Kasan nach dem Beginn des Russischen Überfalls auf die Ukraine aus dem Wettbewerb ausgeschlossen wurde.
Im Juli 2022 verkündete Real Madrid die Verpflichtung des Kroaten. Im Mai 2023 gelang ihm mit der Mannschaft der Euroleague-Sieg. Hezonja war im Endspiel mit 12 Punkten am Erfolg beteiligt. In der Saison 2023/24 gewann er mit Real die spanische Meisterschaft, den Pokalwettbewerb sowie den Supercup. 2025 wurde Hezonja erneut spanischer Meister.

## Nationalmannschaft
Hezonja wurde zum MVP der U16-Europameisterschaft 2011 gewählt. Anlässlich der Basketball-Weltmeisterschaft 2014 wurde er erstmals in den Kader der A-Nationalmannschaft berufen.